# 乔万尼·卡拉乔洛
乔万尼·卡拉乔洛（英語：Giovanni Caracciolo），（1372年—1432年），文艺复兴时期欧洲意大利那不勒斯王国贵族之一。曾凭借与那不勒斯王国高层的关系而获得巨额财富并担任要职。后因为卷入政治斗争而在自己的城堡中遇刺身亡，死后葬于那不勒斯的教会墓地。